# Stefan Björk
Stefan Björk är en svensk musiker och basist. Han spelade bas i Wilmer X mellan 1983 och 1990. Han har även spelat i banden Babylon Blues, The Diamond Dogs, Blanceflor, Sonic Negroes samt också i bland andra Stina Berges och Stefan Sundströms kompband.
Stefan Björk solodebuterande 2018 med singeln "Blues i Morjanå", en "nattlig resa genom ett filmiskt ljudlandskap", och "Är du lycklig nu?" - en hyllning till den bortgångne vännen Robert "Strängen" Dahlqvist.